# Campionati mondiali di nuoto in vasca corta 2000
I quinti Campionati mondiali di nuoto in vasca corta si sono svolti ad Atene (Grecia) dal 16 al 19 marzo 2000.

## Podi

### Uomini
| Evento                          | Oro                                                                 | Tempo    | Argento                                                                    | Tempo    | Bronzo                                                                   | Tempo    |
| Stile libero                    |                                                                     |          |                                                                            |          |                                                                          |          |
| 50 m (dettagli)                 | Mark Foster Gran Bretagna                                           | 21.58    | Brendon Dedekind Sudafrica                                                 | 21.62    | Stefan Nystrand Svezia                                                   | 21.80    |
| 100 m (dettagli)                | Lars Frölander Svezia                                               | 46.80    | Stefan Nystrand Svezia                                                     | 47.73    | Scott Tucker Stati Uniti                                                 | 47.82    |
| 200 m (dettagli)                | Bela Szabados Ungheria                                              | 1:45.27  | Massimiliano Rosolino Italia                                               | 1:45.63  | Chad Carvin Stati Uniti                                                  | 1:45.79  |
| 400 m (dettagli)                | Chad Carvin Stati Uniti                                             | 3:41.13  | Paul Palmer Gran Bretagna                                                  | 3:42.70  | Massimiliano Rosolino Italia                                             | 3:43.68  |
| 1500 m (dettagli)               | Jörg Hoffmann Germania                                              | 14:47.57 | Igor Chervynskyi Ucraina                                                   | 14:48.20 | Chad Carvin Stati Uniti                                                  | 14:51.23 |
| Dorso                           |                                                                     |          |                                                                            |          |                                                                          |          |
| 50 m (dettagli)                 | Neil Walker Stati Uniti                                             | 23.99    | Lenny Krayzelburg Stati Uniti                                              | 24.24    | Rodolfo Falcón Cuba                                                      | 24.32    |
| 100 m (dettagli)                | Neil Walker Stati Uniti                                             | 50.75    | Rodolfo Falcón Cuba                                                        | 52.87    | Derya Büyükuncu Turchia                                                  | 52.88    |
| 200 m (dettagli)                | Gordan Kožulj Croazia                                               | 1:53.31  | Brad Bridgewater Stati Uniti                                               | 1:53.87  | Volodymyr Nikolaychuk Ucraina                                            | 1:55.33  |
| Rana                            |                                                                     |          |                                                                            |          |                                                                          |          |
| 50 m (dettagli)                 | Mark Warnecke Germania                                              | 27.22    | Brendon Dedekind Sudafrica                                                 | 27.27    | Oleg Lisogor Ucraina                                                     | 27.30    |
| 100 m (dettagli)                | Roman Sloudnov Russia                                               | 58.57    | Zhu Yi Cina                                                                | 59.99    | Roman Ivanovsky Russia                                                   | 1:00.05  |
| 200 m (dettagli)                | Roman Sloudnov Russia                                               | 2:07.59  | Terence Parkin Sudafrica                                                   | 2:07.91  | Andrej Ivanov Russia                                                     | 2:09.90  |
| Farfalla                        |                                                                     |          |                                                                            |          |                                                                          |          |
| 50 m (dettagli)                 | Mark Foster Gran Bretagna                                           | 23.30    | Neil Walker Stati Uniti                                                    | 23.46    | Sabir Muhammad Stati Uniti                                               | 23.56    |
| 100 m (dettagli)                | Lars Frölander Svezia                                               | 50.44    | James Hickman Gran Bretagna                                                | 51.53    | Denys Sylantyev Ucraina                                                  | 51.84    |
| 200 m (dettagli)                | James Hickman Gran Bretagna                                         | 1:53.57  | Shamek Pietucha Canada                                                     | 1:54.27  | Anatoly Polyakov Russia                                                  | 1:54.47  |
| Misti                           |                                                                     |          |                                                                            |          |                                                                          |          |
| 100 m (dettagli)                | Neil Walker Stati Uniti                                             | 52.79    | Jani Sievinen Finlandia                                                    | 54.08    | James Hickman Gran Bretagna                                              | 54.38    |
| 200 m (dettagli)                | Jani Sievinen Finlandia                                             | 1:56.27  | James Hickman Gran Bretagna                                                | 1:56.86  | Massimiliano Rosolino Italia                                             | 1:58.05  |
| 400 m (dettagli)                | Jani Sievinen Finlandia                                             | 4:09.54  | Terence Parkin Sudafrica                                                   | 4:10.56  | Michael Halika Israele                                                   | 4:10.90  |
| Staffette                       |                                                                     |          |                                                                            |          |                                                                          |          |
| 4x100 m stile libero (dettagli) | Svezia Johan Nyström Lars Frölander Mattias Ohlin Stefan Nystrand   | 3:09.57  | Stati Uniti Scott Tucker Josh Davis Sabir Muhammad Neil Walker             | 3:10.98  | Germania Mitja Zastrow Stefan Herbst Christian Tröger Stephan Kunzelmann | 3:13.69  |
| 4x200 m stile libero (dettagli) | Stati Uniti Josh Davis Neil Walker Scott Tucker Chad Carvin         | 7:01.33  | Gran Bretagna Edward Sinclair Marc Spackman Paul Palmer James Salter       | 7:03.06  | Russia Denis Pimankov Anatoly Polyakov Dmitri Chernychev Andrey Kapralov | 7:05.24  |
| 4x100 m misti (dettagli)        | Stati Uniti Lenny Krayzelburg Jarrod Marrs Neil Walker Scott Tucker | 3:30.03  | Germania Sebastian Halgasch Björn Nowakowski Thomas Rupprath Stefan Herbst | 3:31.77  | Gran Bretagna Neil Willey Darren Mew James Hickman Paul Belk             | 3:32.08  |

### Donne
| Evento                          | Oro                                                                           | Tempo   | Argento                                                                  | Tempo   | Bronzo                                                                  | Tempo   |
| Stile libero                    |                                                                               |         |                                                                          |         |                                                                         |         |
| 50 m (dettagli)                 | Therese Alshammar Svezia                                                      | 23.59   | Sandra Völker Germania                                                   | 24.77   | Alison Sheppard Gran Bretagna                                           | 24.80   |
| 100 m (dettagli)                | Therese Alshammar Svezia                                                      | 52.17   | Jenny Thompson Stati Uniti                                               | 53.14   | Martina Moravcová Slovacchia                                            | 53.88   |
| 200 m (dettagli)                | Yang Yu Cina                                                                  | 1:56.06 | Martina Moravcová Slovacchia                                             | 1:56.46 | Natalya Baranovskaya Bielorussia                                        | 1:57.54 |
| 400 m (dettagli)                | Lindsay Benko Stati Uniti                                                     | 4:02.44 | Yana Klochkova Ucraina                                                   | 4:04.39 | Chen Hua Cina                                                           | 4:06.63 |
| 800 m (dettagli)                | Chen Hua Cina                                                                 | 8:17.03 | Brooke Bennett Stati Uniti                                               | 8:19.66 | Flavia Rigamonti Svizzera                                               | 8:21.57 |
| Dorso                           |                                                                               |         |                                                                          |         |                                                                         |         |
| 50 m (dettagli)                 | Antje Buschschulte Germania                                                   | 27.90   | Marylyn Chiang Canada                                                    | 28.03   | Kellie McMillan Australia                                               | 28.06   |
| 100 m (dettagli)                | Sandra Völker Germania                                                        | 58.66   | Marylyn Chiang Canada                                                    | 59.33   | Antje Buschschulte Germania                                             | 59.37   |
| 200 m (dettagli)                | Antje Buschschulte Germania                                                   | 2:07.29 | Clementine Stoney Australia                                              | 2:08.64 | Lindsay Benko Stati Uniti                                               | 2:08.85 |
| Rana                            |                                                                               |         |                                                                          |         |                                                                         |         |
| 50 m (dettagli)                 | Sarah Poewe Sudafrica                                                         | 30.66   | Hao Ping Cina                                                            | 31.22   | Tara Kirk Stati Uniti                                                   | 31.47   |
| 100 m (dettagli)                | Sarah Poewe Sudafrica                                                         | 1:06.21 | Alicja Pęczak Polonia                                                    | 1:07.69 | Yelena Bogomazova Russia                                                | 1:08.27 |
| 200 m (dettagli)                | Rebecca Brown Australia                                                       | 2:23.41 | Alicja Pęczak Polonia                                                    | 2:24.24 | Brooke Hanson Australia                                                 | 2:25.30 |
| Farfalla                        |                                                                               |         |                                                                          |         |                                                                         |         |
| 50 m (dettagli)                 | Jenny Thompson Stati Uniti                                                    | 26.13   | Anna-Karin Kammerling Svezia                                             | 26.16   | Nicola Jackson Gran Bretagna                                            | 26.85   |
| 100 m (dettagli)                | Jenny Thompson Stati Uniti                                                    | 57.67   | Johanna Sjöberg Svezia                                                   | 57.96   | Karen Campbell Stati Uniti                                              | 58.86   |
| 200 m (dettagli)                | Mette Jacobsen Danimarca                                                      | 2:08.10 | Katrin Jaeke Germania                                                    | 2:09.42 | Otylia Jędrzejczak Polonia                                              | 2:09.61 |
| Misti                           |                                                                               |         |                                                                          |         |                                                                         |         |
| 100 m (dettagli)                | Martina Moravcová Slovacchia                                                  | 59.71   | Marianne Limpert Canada                                                  | 1:02.00 | Alenka Kejžar Slovenia                                                  | 1:02.24 |
| 200 m (dettagli)                | Yana Klochkova Ucraina                                                        | 2:08.97 | Martina Moravcová Slovacchia                                             | 2:08.98 | Marianne Limpert Canada                                                 | 2:12.68 |
| 400 m (dettagli)                | Yana Klochkova Ucraina                                                        | 4:32.45 | Nicole Hetzer Germania                                                   | 4:37.92 | Katie Jo Yevak Stati Uniti                                              | 4:38.80 |
| Staffette                       |                                                                               |         |                                                                          |         |                                                                         |         |
| 4x100 m stile libero (dettagli) | Svezia Louise Jöhncke Therese Alshammar Anna-Karin Kammerling Johanna Sjöberg | 3:35.54 | Germania Katrin Meissner Antje Buschschulte Britta Steffen Sandra Völker | 3:37.31 | Gran Bretagna Alison Sheppard Claire Huddart Karen Legg Karen Pickering | 3:37.93 |
| 4x200 m stile libero (dettagli) | Gran Bretagna Claire Huddart Nicola Jackson Karen Legg Karen Pickering        | 7:49.11 | Stati Uniti Lindsay Benko Brooke Bennett Tammie Stone Jenny Thompson     | 7:50.59 | Cina Sun Dan Yang Lina Li Jin Yang Yu                                   | 7:52.70 |
| 4x100 m misti (dettagli)        | Svezia Therese Alshammar Emma Igelström Johanna Sjöberg Anna-Karin Kammerling | 3:59.53 | Germania Sandra Völker Janne Schäfer Katrin Jäke Katrin Meissner         | 4:01.47 | Stati Uniti Jamie Reid Anita Nall Jenny Thompson Tammie Stone           | 4:02.51 |

## Medagliere
| Posiz. | Nazione       | Oro | Argento | Bronzo | Totale |
| ------ | ------------- | --- | ------- | ------ | ------ |
| 1      | Stati Uniti   | 9   | 8       | 8      | 25     |
| 2      | Svezia        | 7   | 3       | 1      | 11     |
| 3      | Germania      | 5   | 6       | 2      | 13     |
| 4      | Gran Bretagna | 4   | 4       | 5      | 13     |
| 5      | Sudafrica     | 2   | 4       | 0      | 6      |
| 6      | Ucraina       | 2   | 2       | 3      | 7      |
| 7      | Cina          | 2   | 2       | 2      | 6      |
| 8      | Finlandia     | 2   | 1       | 0      | 3      |
| 9      | Russia        | 2   | 0       | 5      | 7      |
| 10     | Slovacchia    | 1   | 2       | 1      | 4      |
| 11     | Australia     | 1   | 0       | 3      | 4      |
| 12     | Croazia       | 1   | 0       | 0      | 1      |
| 12     | Danimarca     | 1   | 0       | 0      | 1      |
| 12     | Ungheria      | 1   | 0       | 0      | 1      |
| 15     | Canada        | 0   | 4       | 1      | 5      |
| 16     | Polonia       | 0   | 2       | 1      | 3      |
| 17     | Italia        | 0   | 1       | 2      | 3      |
| 18     | Cuba          | 0   | 1       | 1      | 2      |
| 19     | Israele       | 0   | 0       | 1      | 1      |
| 19     | Slovenia      | 0   | 0       | 1      | 1      |
| 19     | Turchia       | 0   | 0       | 1      | 1      |
| 19     | Bielorussia   | 0   | 0       | 1      | 1      |
| 19     | Svizzera      | 0   | 0       | 1      | 1      |
| Totale | Totale        | 40  | 39      | 41     | 120    |